# أغلاياوية
الأغلاياوية (الاسم العلمي: Aglaieae) هي قبيلة من النباتات تتبع فصيلة الأزدرختية من الرتبة الصابونيات.

## أجناس الأغلاياوية
- الأغلايا